# Логинов, Сергей Игоревич
Серге́й И́горевич Ло́гинов (4 сентября 1963 — 23 мая 2022) — советский и российский футболист, защитник, полузащитник, нападающий.

## Биография
Воспитанник футбольной команды ленинградского завода «Арсенал». В 1982 году провёл 6 матчей за дубль «Зенита», следующие два года был в составе главной команды, но не сыграл ни одного матча. В 1985—1988 играл во второй лиге за ленинградское «Динамо». После года, проведённого в брянском «Динамо», отыграл три сезона в камышинском «Текстильщике», в том числе 14 матчей в высшей лиге. В 1993 вернулся в «Зенит», в котором за два сезона провёл 55 матчей. Затем играл в подмосковных «Сатурне» Раменское (1995—1998) и «Спартаке-Орехово» Орехово-Зуево (1999). Закончил карьеру в латвийском «Динабурге» Даугавпилс.
Скончался 23 мая 2022 года.